# Kaarta
Het koninkrijk Kaarta  of Ka'arta was een kortstondig bestaand koninkrijk van de Bambara, gelegen in de westelijke helft van Mali. Het gebied van het voormalige koninkrijk ligt ten noordwesten van de rivier Sénégal. 
Toen Biton Coulibaly, oprichter van het rijk Bambara, meer controle over de hoofdstad Ségou uitoefende, was een deel van de bevolking ontevreden over zijn heerschappij en vluchtte naar het westen. In 1753 richtten zij het koninkrijk Kaarta op, gelegen op het grondgebied van het voormalige koninkrijk Ghana. De stad Nioro du Sahel werd de hoofdstad van het nieuw opgerichte rijk. Het koninkrijk werd veroverd in 1854 door de Toucouleur El Hadj Omar Tall tijdens zijn jihad door geheel West-Afrika. Umar Tall veroverde de hoofdstad Nioro en bracht de Kaarta koning (Fama) Mamady Kandian en zijn hele familie ter dood. Kaarta werd hierna een vazalstaat van de Toucouleur. In 1890 werd het gebied door de Fransen veroverd en vier jaar later bij de kolonie Frans-Soedan gevoegd. 